# کارلی پوپ
کارلی پوپ (انگلیسی: Carly Pope؛ زادهٔ ۲۸ اوت ۱۹۸۰) یک هنرپیشه اهل کانادا است. وی از سال ۱۹۹۶ میلادی تاکنون مشغول فعالیت بوده‌است.
از فیلم‌ها یا برنامه‌های تلویزیونی که وی در آن نقش داشته‌است می‌توان به ایلیسیم، اورنج کانتی، هزینه یاب، روز برفی و انسان‌های فردا اشاره کرد.